# Gestión Integrada en Áreas Litorales
La Gestión Integrada en Áreas Litorales (GIAL) es un proceso para la gestión de las costas mediante un enfoque integrado, prestando atención a todos los aspectos de las áreas litorales, incluidas las fronteras geográficas y políticas, en un intento de alcanzar la sostenibilidad.
Este concepto nació en 1992 durante la Cumbre de la Tierra de Río de Janeiro. Las políticas dirigidas a la GIAL se recogen en las actas de la Conferencia en el Capítulo 17 de la Agenda 21.
La Comisión Europea define así la GIAL:
La GIAL es un proceso iterativo, multidisciplinar y dinámico que promueve la gestión sostenible de las áreas litorales. Cubre el ciclo completo de la recolección de información, la planificación (en su más amplio sentido), la toma de decisiones, el manejo y el seguimiento de la implantación. La GIAL ituliza la participación informada y la cooperación de todos los interesados e interesadas para asesorar las metas societales en un área litoral dada, y con el fin de emprender acciones hacia la realización de esos objetivos. La GIAL busca, a largo plazo, equilibrar los objetivos medioambientales, económicos, sociales, culturales y recreativos, todo dentro de los límites que establecen las dinámicas naturales. En GIAL, 'Integrada' hace referencia a la integración de los objetivos y también a la integración de los múltiples instrumentos necesarios para alcanzar esos objetivos. Esto significa integración de todas las áreas políticas relevantes, de los sectores y de los niveles de la administración. Significa integración de los componentes terrestre y marino de ámbito territorial, tanto en el espacio como en el tiempo.